# Stattlicher Kahlkopf
Der Stattliche oder Azurblauverfärbende Kahlkopf (Psilocybe azurescens) ist ein psychoaktiver Pilz aus der Familie der Träuschlingsverwandten.

## Merkmale

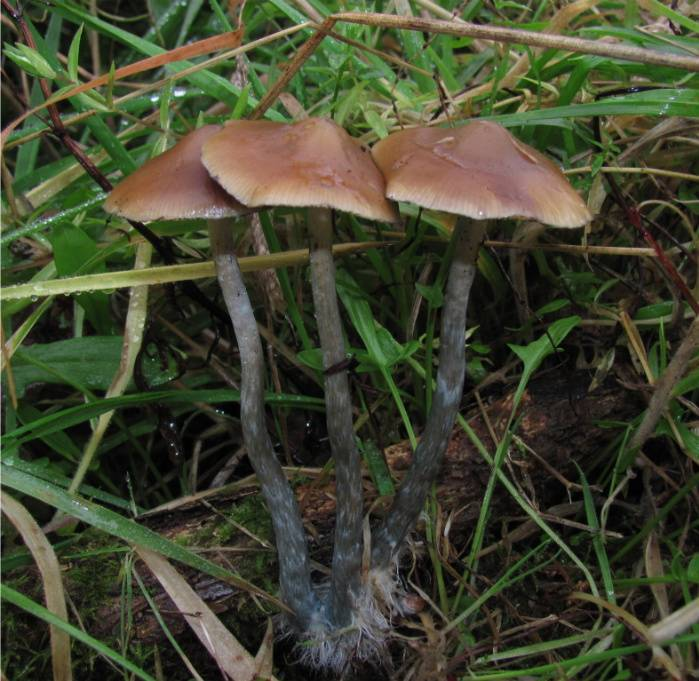
Eine Gruppe älterer Fruchtkörper des Stattlichen Kahlkopfs

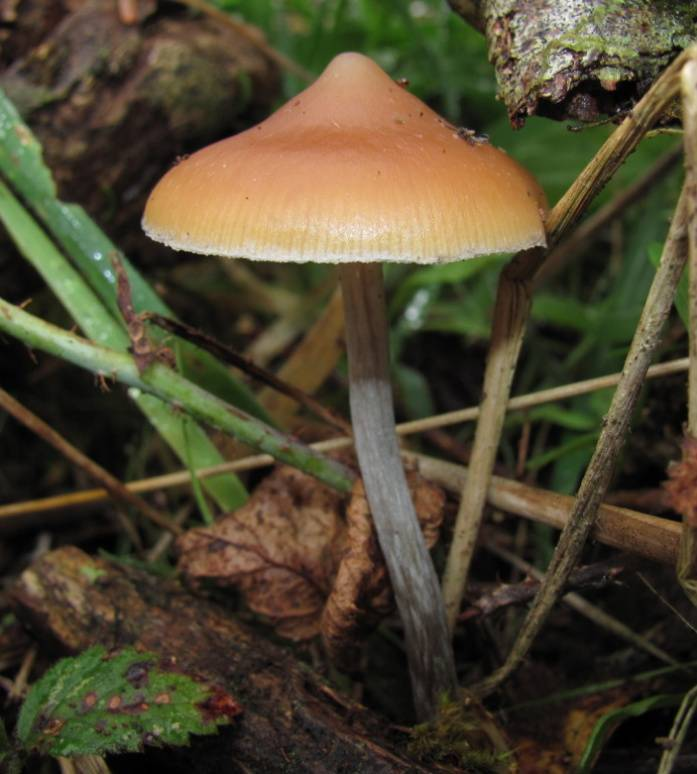
Junges Exemplar des Stattlichen Kahlkopfs mit kegeligem Hut

Strukturformel von Psilocybin

Der Hut ist 3–10 cm breit, kegelig bis gewölbt, später flach gewölbt, im Alter schließlich abflachend mit einem deutlichen, dauerhaft vorhandenen, breiten Buckel. Seine Oberfläche ist glatt, in feuchtem Zustand klebrig, von abziehbarer Gallerthaut bedeckt und kastanienbraun bis ockergelb-braun gefärbt. Die Lamellen sind am Ansatz aufsteigend, ausgebuchtet bis angewachsen. Sie sind fleckig, braun, häufig an verletzten Stellen indigoschwarz gefleckt, stehen dicht zusammen, mit zwei Schichten Zwischenlamellen. Die Lamellenschneiden sind weißlich gefärbt. Der Sporenabdruck ist bei großen Mengen dunkel purpurbraun bis purpurschwarz. Das Fleisch verfärbt sich sehr schnell blau, wird dann dunkler, bis es einen tiefblauen Farbton annimmt, und ist schließlich indigoblau, fast schwarz. Der Stiel ist 9–20 cm lang und 3–6 mm dick, seidigweiß, zum Stielgrund unten dicker werdend, häufig gekrümmt, mit charakteristischen groben, weißen, an Druckstellen stark blauenden Myzelbüscheln umgeben, die häufig himmelblau gefärbt sind und in Kombination mit dichten, dicken, seidigweißen Rhizomorphen vorkommen, welche sich kaum von Holzstücken oder totem Gras ablösen lassen. Vom weißen, schleierartigen Velum bleibt am oberen Stielabschnitt häufig eine gefaserte Ringzone zurück. Der Stattliche Kahlkopf hat einen extrem bitteren Geschmack. Er ist geruchlos bis leicht mehlig im Geruch. Das Sporenpulver ist dunkel purpurschwarz. Die Sporen haben eine elliptische Form und sind 9–13,5 × 5–8 µm groß; die Basidien sind viersporig.

## Ökologie
Der Stattliche Kahlkopf ist ein saprobiontischer Holzbewohner, der als Zersetzer Holzreste und Ähnliches in feuchter Umgebung besiedelt.

## Verbreitung
Dieser Pilz wurde erstmals in den Vereinigten Staaten bei Astoria (Oregon) entdeckt, worauf man ihn „Psilocybe astoriensis“ nannte. Erst später bekam er wegen der bei Verletzung auftretenden, azurblauen Färbung seinen mykologisch korrekten Namen Psilocybe azurescens. In Europa wurde er erstmals im Krummbachtal bei Gerlingen gefunden. Mittlerweile konnten weitere Vorkommen entdeckt werden. Da der Pilz wegen seines Psilocybingehaltes angebaut wird, ist eine weitere Verbreitung möglich.

## Rechtliches
Da der Stattliche Kahlkopf sehr hohe Mengen der nach dem Betäubungsmittelgesetz indizierten Inhaltsstoffe Psilocybin und Psilocin enthält, ist das Sammeln, der Besitz und das Inverkehrbringen in Deutschland verboten.

## Inhaltsstoffe
Der Stattliche Kahlkopf enthält in der Trockenmasse durchschnittlich 1,78 % Psilocybin, 0,38 % Psilocin und 0,35 % Baeocystin.